# شريان (رصد)

تعديل مصدري - تعديل

شريان هي إحدى قرى عزلة القارة بمديرية رصد التابعة لمحافظة أبين، بلغ تعداد سكانها 356 نسمة حسب تعداد اليمن لعام 2004.